# Марія Целеста

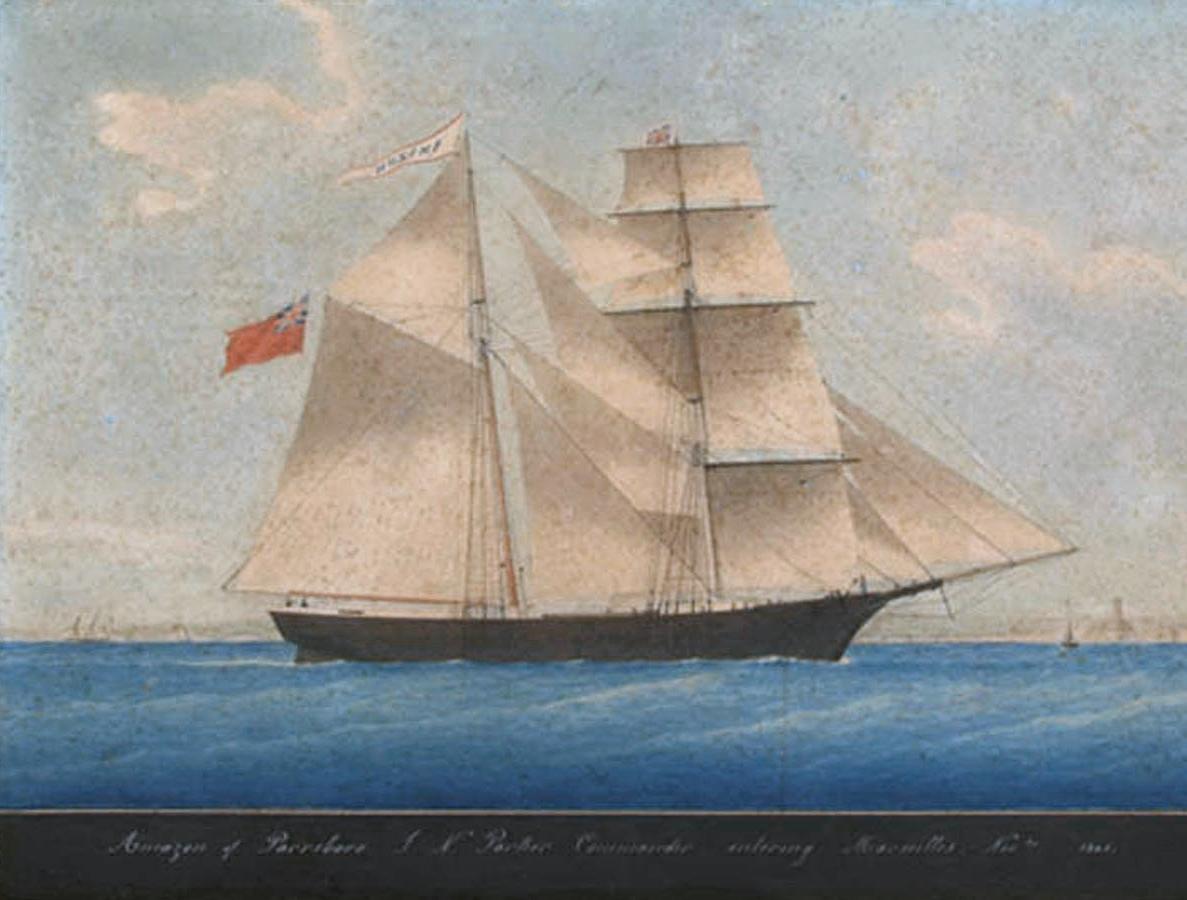
Малюнок судна «Amazon» (пізніше перейменованого в «Mary Celeste»). Автор і рік невідомі.

«Марія Целеста» («Марія Селеста») — судно, покинуте екіпажем з нез'ясованих причин і знайдене 4 грудня 1872 року за 400 миль від Гібралтару судном «Деі Грація» (лат. Dei Gratia). Класичний приклад корабля-привида.

## Судно
«Марія Целеста» — бригантина довжиною 103 фути (31 метр), шириною 7,6 м, осадкою 3,5 м, водотоннажністю 282 тонни.
Судно було побудовано в доках Spencer's Island в Новій Шотландії в 1862 році корабельним майстром Джошуа Девісом і спочатку називалося «Amazon».
Судно було добротним, але мало погану славу через ореол невдач. Перший капітан загинув під час першого плавання судна. Кілька разів воно змінювало власника.
В 1869 році, потрапивши в шторм біля берегів Нової Шотландії, судно було викинуте на берег. Після цього інциденту його було продано американському власнику, котрий перейменував його в «Марія Целеста».

## Останнє плавання
Плавання почалося 7 листопада 1872 року під командуванням капітана, 38-річного Бенджаміна Бріґґза.
Судно з вантажем спирту-ректифікату, що належав компанії «Meissner Ackermann & Coin», вийшло зі Стейтен-Айленд, Нью-Йорк в порт Генуя, Італія. На судні, крім капітана і команди з 7 чоловік, знаходилася дружина капітана Сара Елізабет Кобб-Бріґґз і його дворічна дочка Софія Матильда.
«Марія Целеста» була знайдена 4 грудня (за деякими звітами, 5 грудня — через відсутність стандарту часових поясів у XIX столітті) судном «Деі Грація» під командуванням капітана Девіда Ріда Моргауза, що особисто знав Бенджаміна Бріґґза. Судно було покинуте: жодної людини, живої чи мертвої, на борту не було.
Між переборками і палубами судна містилась морська вода, що сягала 3,5 футів у трюмі. Кришки люків були зняті. Все інше здавалося неушкодженим. Вікна кормової надбудови, де знаходилась капітанська каюта, були закриті брезентом і забиті дошками.
Секстант і хронометр знайти не вдалося (що може означати евакуацію команди), завод годинника скінчився. Компас було зламано, можливо при невдалій спробі швидко його зняти. В каюті капітана лишились незайманими скринька з коштовностями і дві пачки грошей. По підлозі каюти були розкидані іграшки, швейна машинка дружини капітана стояла з незакінченим шиттям.
Розташування речей свідчило, що судно не потрапило в сильний шторм — зокрема, на швейній машинці лежала мастильниця, котра за сильної хитавиці мала б упасти. Про відсутність шторму свідчили і спостереження інших суден у районі в можливий час катастрофи. Волога в житлових приміщеннях судна пояснювалась лише повсюдно відкритими люками, в тому числі світловими в каюті капітана, що було зроблено не через погоду.
Матроси не забрали з собою свої люльки — вони були складені в належному місці в кубрику.
У плавання «Марія Целеста» вирушила з однією рятувальною шлюпкою, друга з штатних шлюпок була здана в ремонт. Шлюпка, скоріше всього, була спущена на воду, а не зірвана стихією. При цьому, судячи зі стану перил, шлюпка була спущена з борту, який при пануючих в ту пору року вітрах і курсі на Геную був би навітреним.
Вантаж 1701 барелів спирту здавався цілим (однак після доставки його в Геную власник повідомив про зникнення 9 барелів). Незайманим виявився піврічний продовольчий запас. Усі папери, за винятком суднового журналу, зникли. Останній запис у судовому журналі датований 24 листопада, з координатами «Марії Целести»: 36°57' с. ш. і 27°20' з. д. Згідно з написом на грифельній дошці в кают-компанії, о 8 годині ранку наступного дня бригантина знаходилася б за 6 миль на зюйд-зюйд-вест від острова Санта-Марія (один з Азорських островів).

## Перегін в Гібралтар і слідство
Девід Моргауз, пообіцявши долі в призі, висадив на покинуте судно свого штурмана Олівера Дево і кілька матросів з «Деі Грація», котрі, нашвидкоруч полагодивши судно, привели його в Гібралтар. Британське адміралтейство провело докладне слідство, з детальним оглядом судна (в тому числі і нижче ватерлінії, водолазами) і ретельним опитуванням очевидців. Саме матеріали цього слідства і є основним та найнадійнішим джерелом. Це розслідування сильно відстрочило отримання Моргаузом призових, оскільки вантаж не було доставлено вчасно, а судно було затримано в Гібралтарі.

## Доля команди і пасажирів
Доля команди і пасажирів невідома.
Згодом з'явилися і були викриті кілька самозванців, що видавали себе за членів екіпажу і намагалися нажитися на трагедії.

## Гіпотези
Знайдення судна породило масу здогадів та чуток. Обговорювались можливості бунту, нападу піратів, впливу Бермудського трикутника і навіть втручання прибульців з космосу. Однак навіть такі екзотичні версії не змогли звести докупи всі факти. Так, наприклад, пірати кудись поділи всіх людей, але не забрали вантаж. Напад або бунт не лишили якихось слідів боротьби або записів жертв. Звернення до теорій Бермудського трикутника, іншопланетян не розглядаються всерйоз. Правдоподібні пояснення зводяться до того, що екіпаж і пасажири залишили борт самостійно. Різниця лише в тлумаченні причин, що спонукали їх на такі дивні дії у відносно спокійному (за свідченями інших суден в цьому районі в цей час), але холодному океані (це північна Атлантика в листопаді), при більш ніж прийнятному стані судна. Також важко одночасно пояснити відкриття всіх люків, покинуті гроші та журнал, порядок у капітанській каюті і кубрику, забиті брезентом надбудови.

### Гіпотеза Кобба про займання парів спирту
Найбільш правдоподібну і реалістичну гіпотезу виказав далекий родич Бріґґза — Кобб.
Кажуть, що Кобб якимось чином зміг на певний час отримати від сина капітана Моргауза сімейний архів і вивчити всі матеріали, що мали стосунок до таємниці «Марії Целести». Крім того, Кобб детально ознайомився з матеріалами слідства, що збереглися в архівах англійського Адміралтейства. Версія Кобба викладена в його книзі «Рожевий котедж», що була видана в США в 1940 році. Ось її короткий зміст.
Причина трагедії — вантаж «Марії Целести». 1700 дерев'яних бочок зі спиртом були негерметичні. 24 листопада 1872 року в кормовому трюмі бригантини відбувся вибух парів спирту. Вибух був незначним і дерев'яні люкові кришки лишились на місці. Бріґґз наказав перевірити трюм, матроси зняли люкові кришки. Пізніше в носовому трюмі також вибухнули пари спирту. Цей вибух був сильніше першого — люкові кришки, відкинуті вибуховою хвилею, виявились перекинутими. Бріґґз, вирішивши, що за кілька хвилин бригантина злетить у повітря, дав команду терміново спустити шлюпку. Все це відбувалося в паніці. Імовірно, першими у шлюпку сіли дружина капітана з дочкою, штурман Річардсон і один із матросів. Бріґґз кинувся до себе в каюту, зібрав судові папери, взяв хронометр та секстант, але забув журнал. Кок у цей час забрав із камбуза провізію для шлюпки (ось чому на «Марії Целесті» не знайшли слідів готових страв).
Імовірно, Бріґґз не мав наміру назовсім покидати бригантину, він просто хотів перечекати вибух на досить безпечній відстані. Для цього шлюпка мала відійти на 100–150 метрів. Але буксирного троса такої довжини на судні не було. Другий штурман Джиллінґ з матросом відчепили для цього дерик-фал — довгу снасть, якою піднімають косий парус. От чому на грот-мачті «Марії Целести» парус був спущений. Більш того, Кобб знайшов в архівах протокол допиту Дево, де той стверджує, що готуючи «Марію Целесту» до плавання до Гібралтару від Азорських островів, він не знайшов на бригантині дерик-фала і вимушений був закріпити його заново. Коли відчепили дерик-фал і всі сіли в шлюпку, Бріґґз згадав, що не взяв із собою компас. Матрос, котрому це було доручено, поспіхом погнув нактоуз і впустив компас на палубу. Шлюпка швидко відійшла від бригантини приблизно на 130 метрів і утримувалась на буксирі. «Марія Целеста» дрейфувала. Сидячи в шлюпці, всі чекали третього, сильного вибуху. Але Бріґґз не врахував, що він був неможливий, оскільки обидва трюми були відкриті і пари спирту вийшли.
Ніхто не помітив раптової зміни напрямку вітру і того, як він наповнив паруси бригантини. «Марія Целеста» швидко набрала хід, а важка шлюпка стояла на місці. Дерик-фал натягнувся і лопнув. Шлюпка не змогла на веслах наздогнати бригантину. «Марія Целеста» пішла на схід, а шлюпку Бріґґза поглинув шторм.

### Гіпотеза про загибель дружини капітана і змову старпома
Існує гіпотеза, згідно з якою дружина капітана загинула в результаті нещасного випадку, після чого капітан почав поводитися неадекватно і перестав керувати командою. Команда віддалася пияцтву, капітан загинув (упав за борт?), у п'яній бійці було вбито матроса. Врешті-решт перший офіцер Хулок, не бажаючи відповідати за те, що сталося, переконав частину команди покинути судно і після повернення сказати, що судно загинуло.
Частина команди, що залишилася, була виявлена судном «Деі Грація», але капітан переконав моряків подати справу так, ніби судно було знайдене пустим, а самі вони є членами команди «Деі Грація». Таким чином капітан Моргауз отримав премію, якою поділився і з моряками «Марії Целести».

## Доля судна
Після ремонту судно використовувалось ще протягом 12 років.

## Подальші спекуляції
Кілька разів у газетах з'являлися повідомлення нібито членів екіпажу «Марії Целести». Після того, як перший — кок «Марії Целести» — з успіхом проїхався по США з циклом виступів, в різних містах одночасно з'явилось одразу п'ятеро самозванців, котрих було швидко викрито через незнання деталей слідства.

## Відображення в культурі
- «Марія Целеста» кілька разів згадується Стівеном Кінгом у різних його творах.
- Індустріально-експериментальний (музичний) проєкт «Nurse with Wound» випустив альбом під назвою «Salt Marie Celeste».
- В епізоді «The Chase: Flight through Eternity» телесеріалу BBC «Doctor Who» висунута версія втручання Доктора і його компаньйонів в історію «Марії Целести». По сюжету епізоду, екіпаж корабля вискочив за борт, злякавшись далеків, що у свою чергу переслідували Доктора і його ТАРДІС.
- У фільмі «Ніч живих мерців» 1990 року на будинку володаря, в котрому переховуються головні герої, написано «М. Челесте».
- По слідах розслідування на бригантині Артур Конан Дойль  написано розповідь «Повідомлення Дж. Габакука Джефсона», де наводиться детективна версія того, що сталося. Судно в розповіді називається «Марі-Галант».
- Історію «Марії Целести» згадує О. С. Грін в романі «Та, що біжить по хвилях» (рос. Бегущая по волнам) у XX розділі.
- Приклад «Марії Целести» згадано у «Космічній Одіссеї 2010» Артура Кларка (розділ 17.)